# Georg Faehlmann
Georg Faehlmann   (Vladivostok, 17 de setembre de 1895 - Bad Schwartau, 8 de març de 1975) va ser un regatista estonià que va competir durant la dècada de 1920. Era germà del també regatista Andreas Faehlmann.
El 1928 va prendre part en els Jocs Olímpics d'Amsterdam, on va guanyar la medalla de bronze en la regata de 6 metres del programa de vela, a bord del Tutti V, junt a Nikolai Vekšin, Eberhard Vogdt, Andreas Faehlmann i William von Wirén.
Es va graduar a l'escola naval de Petrograd el 1917. Fins al 1940 va ser capità de vaixells estonians. El 1941 emigrà a Alemanya, on va servir a la Marina durant la Segona Guerra Mundial. Entre 1947 i 1968 va ser capità en vaixells britànics i estonians.